# Добро пожаловать в Zомбилэнд
«Добро пожаловать в Zомбилэнд» (англ. Zombieland) — американская постапокалиптическая зомби-комедия 2009 года режиссёра Рубена Флейшера (в его кинотеатральном дебюте) по сценарию Ретта Риза и Пола Верника. В главных ролях Вуди Харрельсон, Джесси Айзенберг, Эмма Стоун, Эбигейл Бреслин и Билл Мюррей. По сюжету Таллахасси, Коламбус, Вичита и Литл-Рок отправляются в длительное дорожное путешествие по пересечённой местности, чтобы найти убежище, свободное от зомби.
Разработка фильма началась в 2005 году, когда Риз и Верник первоначально написали фильм в качестве специального сценария для пилотного эпизода. Флейшер помог превратить телесценарий в фильм. Тони Гарднер был нанят в качестве художника по спецэффектам, которые в основном включают в себя физическое протезирование для создания образа зомби. Съёмки начались в феврале 2009 года и продолжалась до марта того же года в Голливуде, Атланте, а также в Джорджии и вокруг неё; некоторые сцены фильма содержали импровизацию актёров.
Премьера фильма состоялась 25 сентября 2009 года на фестивале «Fantastic Fest» в Остине, 2 октября в США и 8 октября в России компанией Sony Pictures Releasing. Фильм получил положительные отзывы от критиков, похваливших его сценарий, диалоги, комедию и актёрские выступления (особенно Мюррея). Он заработал 102 миллиона долларов по всему миру, став самым кассовым фильмом о зомби в США до выхода фильма «Война Миров Z» (2013). Продолжение, «Zомбилэнд: Контрольный выстрел», было выпущено в октябре 2019 года.

## Сюжет
После того, как Земля подверглась зомби-апокалипсису, парень по кличке Коламбус путешествует по США в поисках остальных выживших. С начала зомби-эпидемии парень придерживается списка правил, благодаря которым он и выжил в бывших Соединённых Штатах, ныне называемых «Zомбилэндом». В первых сценах фильма Коламбус приезжает на машине на автозаправку, где подвергается нападению мертвецов. Чтобы спастись от них, главный герой прибегает к первому правилу из своего списка: «Будь в форме».
На следующий день Коламбус уходит пешком из города и встречает другого выжившего, Таллахасси, у которого есть машина и много оружия. Он предлагает подвезти паренька до родного города в штате Огайо. По дороге они останавливаются у съехавшего в кювет грузовика с надписью «Hostess». Таллахасси говорит, что не прочь угоститься любимыми пирожными «Твинки», но в грузовике оказываются другие пирожные, что сильно злит Таллахасси. Ради этих сладостей Таллахасси и Коламбус останавливаются возле супермаркета, где они встречают двух сестёр — Вичиту и Литл-Рок. Девушки обманом забирают у них автомобиль, чтобы доехать до парка развлечений под названием «Дикие приключения», куда, по слухам, до сих пор не добрались зомби.
Вскоре Коламбус и Таллахасси вновь встречают сестёр и решают объединиться с ними, чтобы уже вместе продолжить путь к парку развлечений. Попутно они заезжают в пустующий сувенирный магазин и устраивают в нём разгром. После этого они едут в Беверли-Хиллз и останавливаются в особняке голливудского актёра Билла Мюррея, который выжил только благодаря тому, что тщательно гримировался под зомби. Маскировка Мюррея приводит к тому, что Коламбус, приняв его за настоящего зомби, убивает актёра из ружья.
На следующий день сёстры снова обманывают Таллахасси и Коламбуса и уезжают из особняка, договорившись доверять только друг другу. Приехав в парк развлечений и запустив все аттракционы, девушки привлекают к себе внимание большой группы зомби. В это время Коламбус решает найти девушек, полагая, что им грозит опасность. Таллахасси сначала не хочет ему помогать, но, видя беспомощность Коламбуса, едет с ним. В парке Таллахасси отвлекает зомби на себя, а Коламбус в это время спасает девушек, попутно победив свой страх перед клоунами. Фильм заканчивается тем, что четверо друзей уезжают вместе из парка.

## В ролях
| Актёр            | Роль                  |
| ---------------- | --------------------- |
| Джесси Айзенберг | Коламбус              |
| Вуди Харрельсон  | Таллахасси            |
| Эмма Стоун       | Вичита / Криста       |
| Эбигейл Бреслин  | Литл-Рок              |
| Эмбер Херд       | 406 соседка Коламбуса |
| Билл Мюррей      | камео                 |

## Съёмки
Фильм был снят за 42 дня. Съёмки начались в феврале 2009 года в Валдосте (Джорджия) со сцен в парке «Дикие Приключения». Среди жителей был проведён открытый конкурс на роли зомби из этого парка. Далее съёмки продолжились в марте и проходили в Атланте, Морроу, Декейтере и Паудер-Спрингс, где актриса Эбигейл Бреслин отпраздновала своё тринадцатилетие, заведя себе щенка, который тоже принимал участие в фильме, появляясь в сценах воспоминаний Таллахасси.
На место режиссёра фильма рассматривался Джон Карпентер. На роль Коламбуса рассматривался Джейми Белл и Тейлор Лотнер. Роль Вичиты была предложена Эван Рэйчел Вуд и Мэган Фокс, но они отказались. Также на эту роль рассматривалась Эмбер Тэмблин.
Ответственный за подбор актёров сказал, что зомби в «Добро пожаловать в Zомбилэнд» выглядят, скорее, как поражённые болезнью, нежели как нежить, и больше похожи на зомби из фильмов «28 дней спустя» и ремейка «Рассвет мертвецов».
Все главные герои названы в честь американских городов: Таллахасси (штат Флорида), Уичито (штат Канзас), Литл-Рок (штат Арканзас), и Коламбус (штат Огайо).

## Саундтрек
| №                   | Название                            | Длительность |
| ------------------- | ----------------------------------- | ------------ |
| 1.                  | «Opening»                           | 2:52         |
| 2.                  | «Cardio»                            | 2:30         |
| 3.                  | «The Standoff»                      | 1:29         |
| 4.                  | «Escalade Sting»                    | 0:34         |
| 5.                  | «Hostess Truck»                     | 0:27         |
| 6.                  | «406»                               | 2:11         |
| 7.                  | «Carpush Manwich»                   | 1:41         |
| 8.                  | «Grocery Store»                     | 2:10         |
| 9.                  | «Marriagable»                       | 2:47         |
| 10.                 | «Girls Abandon Guys»                | 1:01         |
| 11.                 | «Smash The Van»                     | 0:28         |
| 12.                 | «Walk N Talk»                       | 1:04         |
| 13.                 | «The Yellow Hummer»                 | 0:31         |
| 14.                 | «Clown Dump»                        | 0:41         |
| 15.                 | «H3lp»                              | 1:33         |
| 16.                 | «Gas N Gulp»                        | 2:06         |
| 17.                 | «The Quiet Game»                    | 1:09         |
| 18.                 | «Zombie Kill Of The Week»           | 0:12         |
| 19.                 | «Zombie Kimosabe»                   | 0:54         |
| 20.                 | «Searching The Murray House»        | 1:03         |
| 21.                 | «Zombie In The House»               | 0:59         |
| 22.                 | «Monopoly»                          | 1:06         |
| 23.                 | «Pacific Playland (Pt.1)»           | 2:53         |
| 24.                 | «Pacific Playland (Pt.2)»           | 2:03         |
| 25.                 | «Columbus Alone»                    | 0:30         |
| 26.                 | «Pacific Playland (Pt.3)»           | 2:04         |
| 27.                 | «Pacific Playland (Pt.4)»           | 4:31         |
| 28.                 | «Estasi Dell Anima»                 | 1:55         |
| 29.                 | «Clown»                             | 1:30         |
| 30.                 | «Rat Scare»                         | 0:37         |
| 31.                 | «As Close As I'll Ever Get To Home» | 0:56         |
| Общая длительность: | Общая длительность:                 | 46:27        |

## Критика
«Добро пожаловать в Zомбилэнд» получил положительные отзывы кинокритиков. На Rotten Tomatoes фильм имеет рейтинг 89 % на основе 259 рецензий, со средней оценкой 7,4 из 10. Консенсус критиков гласит: «Злобно, забавно, и в нём много крови, Zомбилэнд является доказательством того, что поджанр зомби далеко не мёртв». Metacritic дал фильму 73 балла из 100 на основе 31 рецензии, что указывает на «в целом благоприятные отзывы».

## Сиквел и сериал

### Сиквел фильма
Из-за успеха «Добро пожаловать в Zомбилэнд» Пол Верник и Ретт Риз решили приступить к съёмкам продолжения фильма. Вуди Харрельсон, Джесси Айзенберг, Эмма Стоун и Эбигейл Бреслин вернулись к своим ролям. Премьера фильма «Zомбилэнд: Контрольный выстрел» состоялась 18 октября 2019 года.

### Телесериал
В октябре 2011 года было сообщено, что Fox Broadcasting Company и Sony Pictures рассматривают создание телесериала, который будет показан на CBS, с Полом Верником и Реттом Ризом в качестве сценаристов, но с основными актёрами оригинального фильма, скорее всего, они не вернутся. Телепередачу планировалось начать осенью 2012 года. Однако эти планы не осуществились. В январе 2013 года было объявлено, что для главных героев только что прозвучал кастинг для постановки, с некоторыми изменениями к фильму для шоу и добавлением двух новых персонажей, Атланта и Эйнсли.
В марте 2013 года было объявлено, что Amazon Studios заказала пилотный эпизод. К Ризу, Вернику и Полу присоединился Эли Крейг, которая руководила пилотным выпуском. Тайлер Росс сыграет Колумба, Кирк Уорд сыграет Таллахасси, Майара Уолш сыграет Вичиту, а Изабела Видович сыграет Литл-Рок. Пилотный выпуск был выпущен в апреле 2013 года на Lovefilm и в Amazon Video. 17 мая 2013 года Ретт Риз, создатель телесериала, объявил, что «Zомбилэнд» не будет продлеваться на ещё несколько новых серий.